# كاواساكي فرونتالي

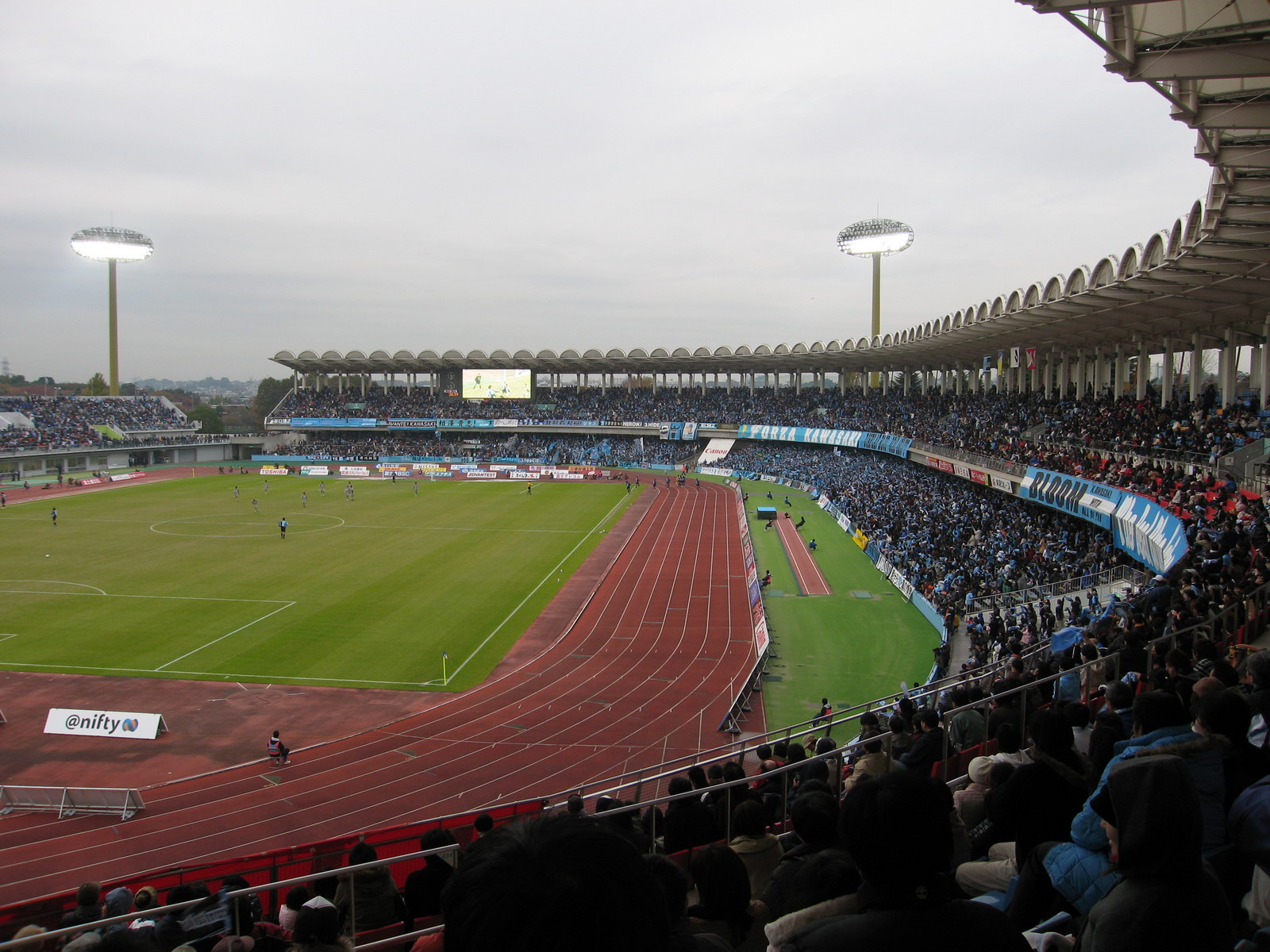
ملعب تودوروكي أتلنتيكس اليابانية مقر نادي كاواساكي فرونتال

كاواساكي فرونتالي، (باليابانية: 川崎フロンターレ), هو نادي كرة قدم يلعب في الدوري الياباني، ينتمي إلى مدينة كاواساكي، محافظة كاناغاوا.

## التسمية
منذ إنشاء النادي سنة 1955م، كان النادي يسمى فوجيتسو إف سي، ولكن في عام 1997م أسس النادي مجدداً باسم كاواساكي فورنتال.

## أهم اللاعبين الذين لعبوا لكاواساكي خلال تاريخه
- هالك
- باولو سيزار فونسيكا دو ناسيمينتو
- مازينيو أوليفيرا
- جيلبرتو كارلوس ناسيمنتو
- مومودو موتاير
- خورخي ديلي فالديز
- غيدو ألفارينغا
- إمرسون

## وصلات خارجية
- Kawasaki Frontale الموقع الرسمي
- Kawasaki Frontale Unofficial English-Language Fan-Site

دوري أبطال آسيا